# يوهانس باخ
يوهانس باخ (بالألمانية: Johann Bach)‏ هو ملحن ألماني، ولد في 26 نوفمبر 1604 في Günthersleben-Wechmar ‏ في ألمانيا، وتوفي في 13 مايو 1673 في إرفورت في ألمانيا.

## وصلات خارجية
- يوهان باش على موقع ميوزك برينز (الإنجليزية)
- يوهان باش على موقع ديسكوغز (الإنجليزية)